# Château de Berrie
Le château de Berrie est un château français situé dans le département de la Vienne et la commune de Berrie.

## Histoire
À la fin de l'empire carolingien, la place forte de Berrie n'était qu'une « roche », un simple puits de lumière creusé dans les profondeurs du tuffeau, pour éclairer les vastes caves, où s'organisaient la vie quotidienne et la défense contre les invasions.
À la fin du XIe siècle, Berrie relève de la baronnie de Loudun et donc de l'Anjou. À la mort du dernier seigneur de Berrie, en 1274, le château passe aux mains des seigneurs d'Amboise. Ces derniers, également vicomtes de Thouars, conservent la châtellenie jusqu'au milieu du XVe siècle. Elle revient ensuite à la famille de La Trémoille, et après avoir appartenu aux La Trémoille, le château est cédé en 1695 à la famille de Dreux-Brézé.
Il ne subira pas de  dommages, à l'époque révolutionnaire, mais dans la seconde moitié du XIXe siècle, un descendant de la famille de Dreux-Brézé fait réaliser d'importants remaniements .

## Architecture
Le château de Berrie a été construit sur une plate-forme ovale et a été entouré d'un fossé dont la contrescarpe est creusée de souterrains et d'habitations troglodytiques. Par des douves sèches, on accède aux vastes caves, dont une cave hypostyle en rotonde.
Les salles du château sont d'époque romane, à voûte brisée et à arcs-doubleaux. Les salles médiévales sont à piliers, arcatures et silos. 
La chapelle castrale qui a été fondée vers 1200-1250 possède des restes de peintures murales du XVe siècle.
L'ensemble du château et de la parcelle sur laquelle il a été construit ont été classés monument historique le 3 octobre 1997.
Il est ouvert toute l'année.